# Passiflora capsularis
Passiflora capsularis är en passionsblomsväxtart som beskrevs av Carl von Linné. Passiflora capsularis ingår i släktet passionsblommor, och familjen passionsblomsväxter. Inga underarter finns listade i Catalogue of Life.

## Bildgalleri

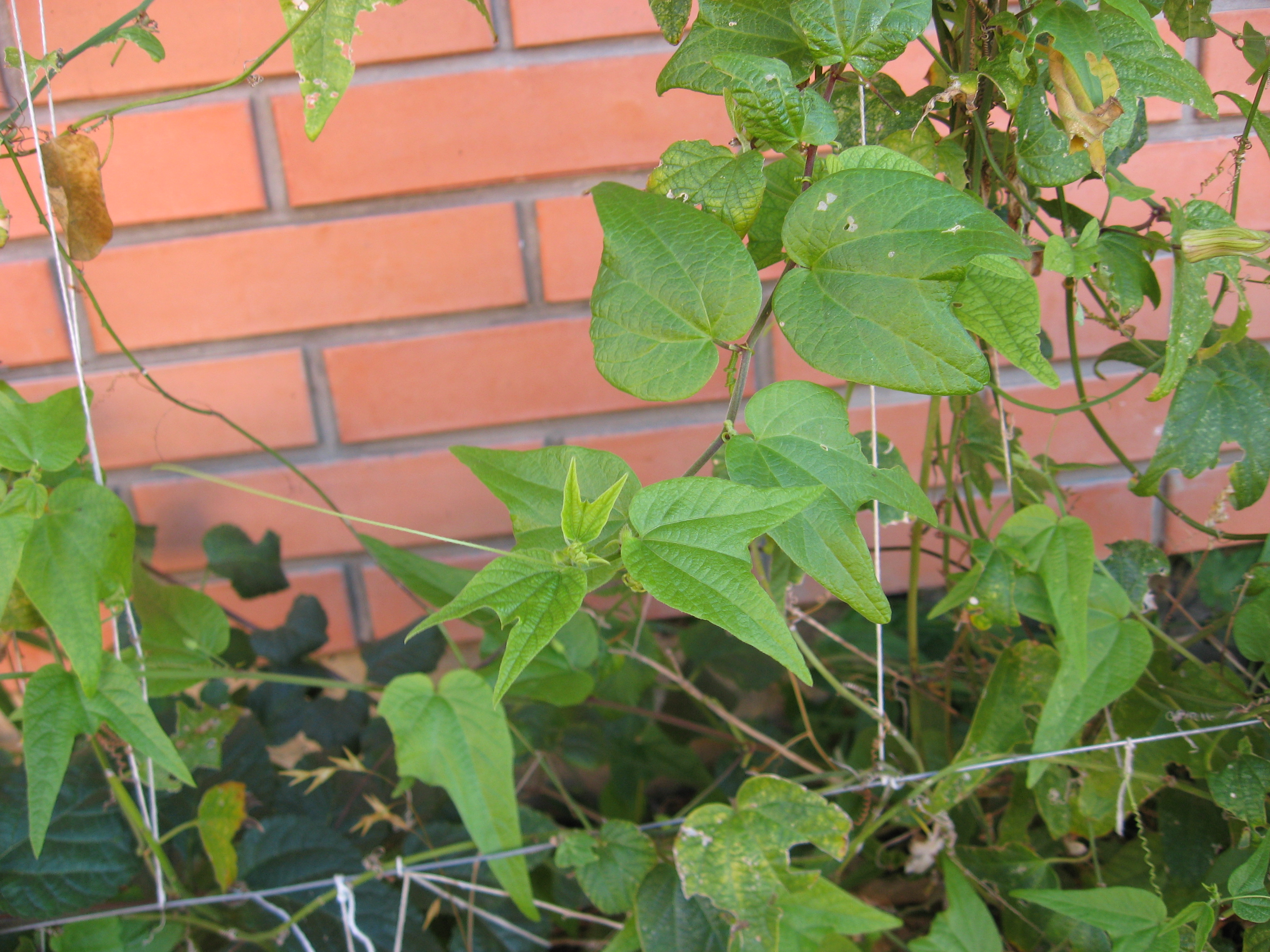
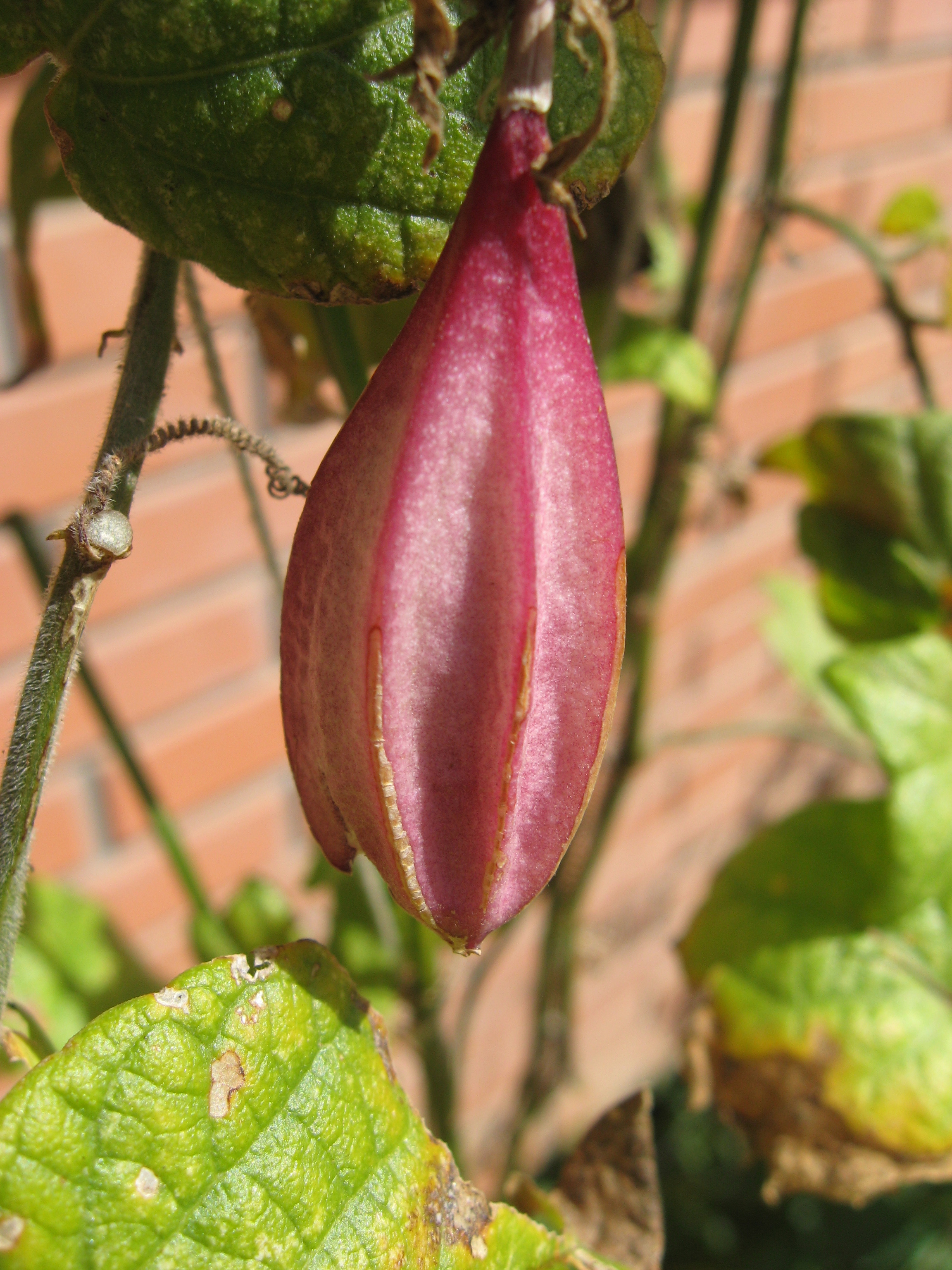
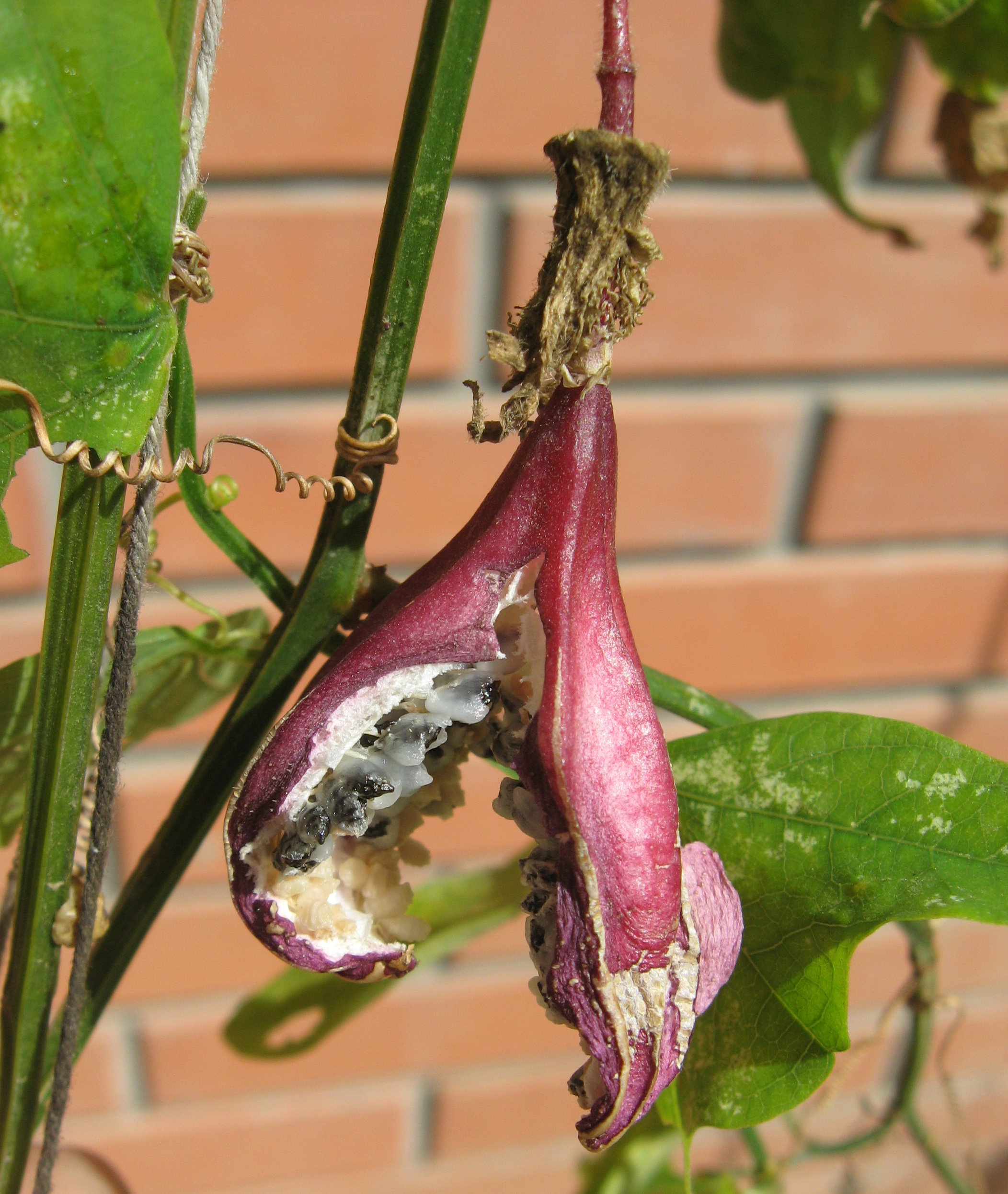
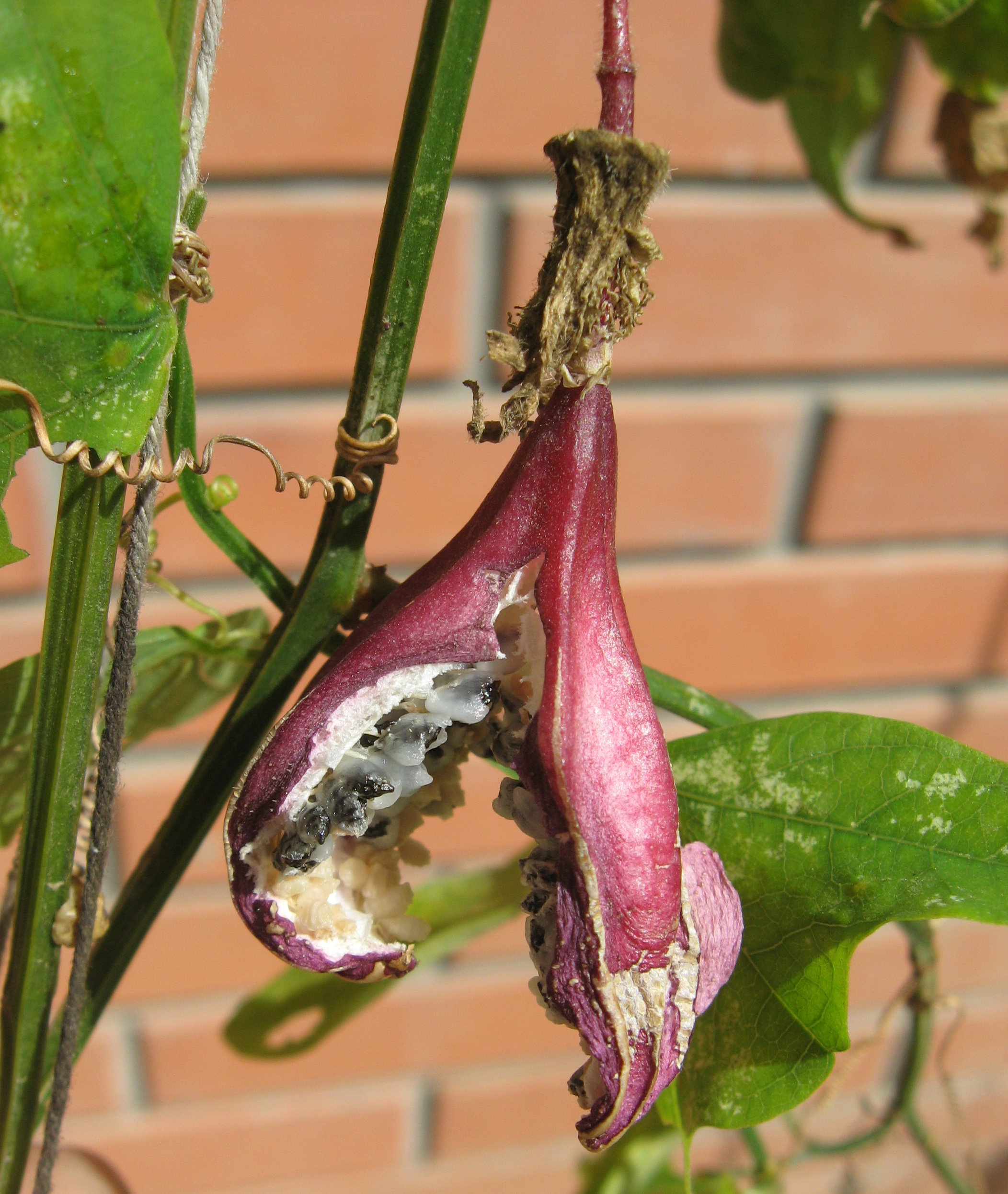
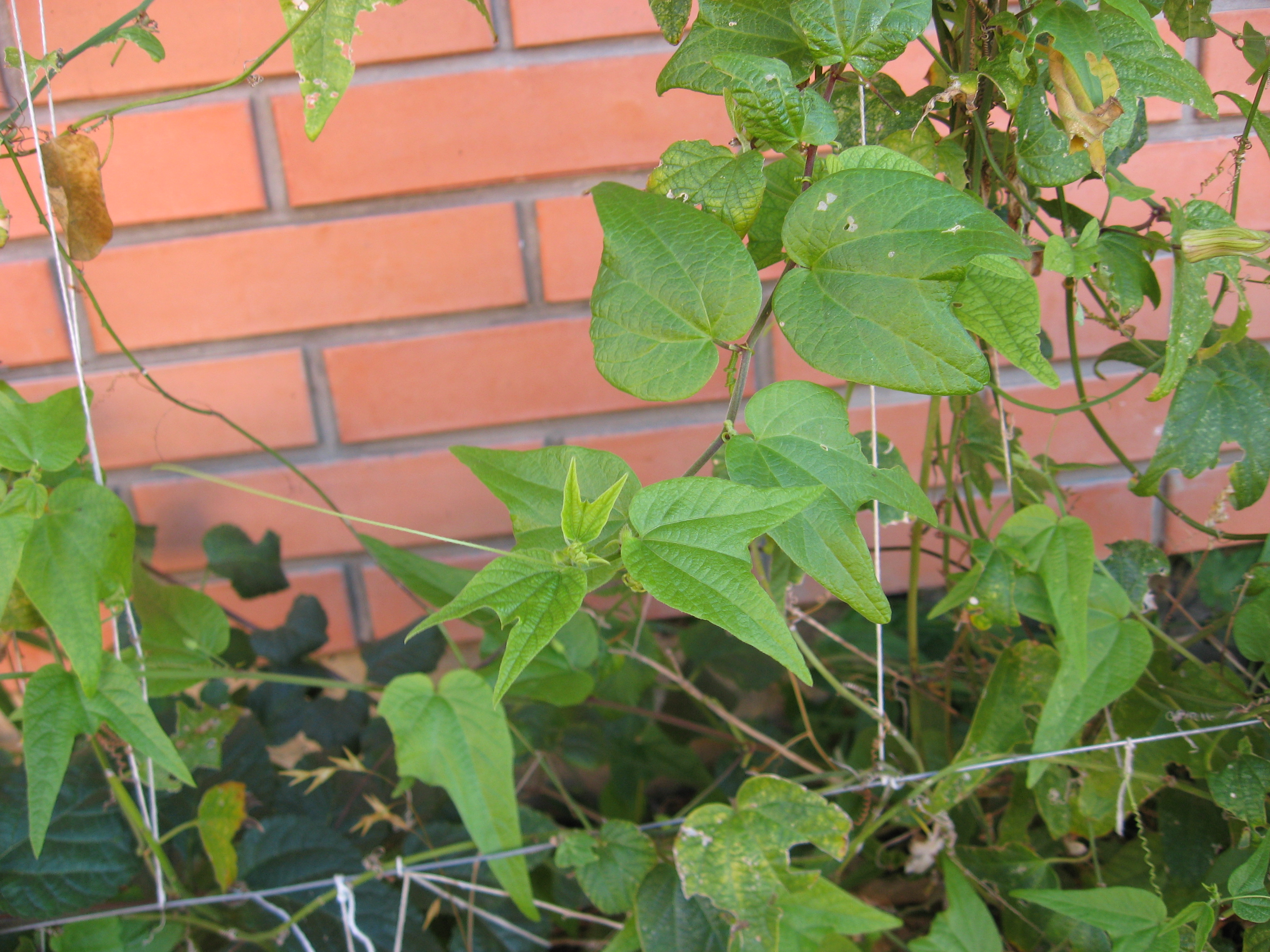